# Winterhausen

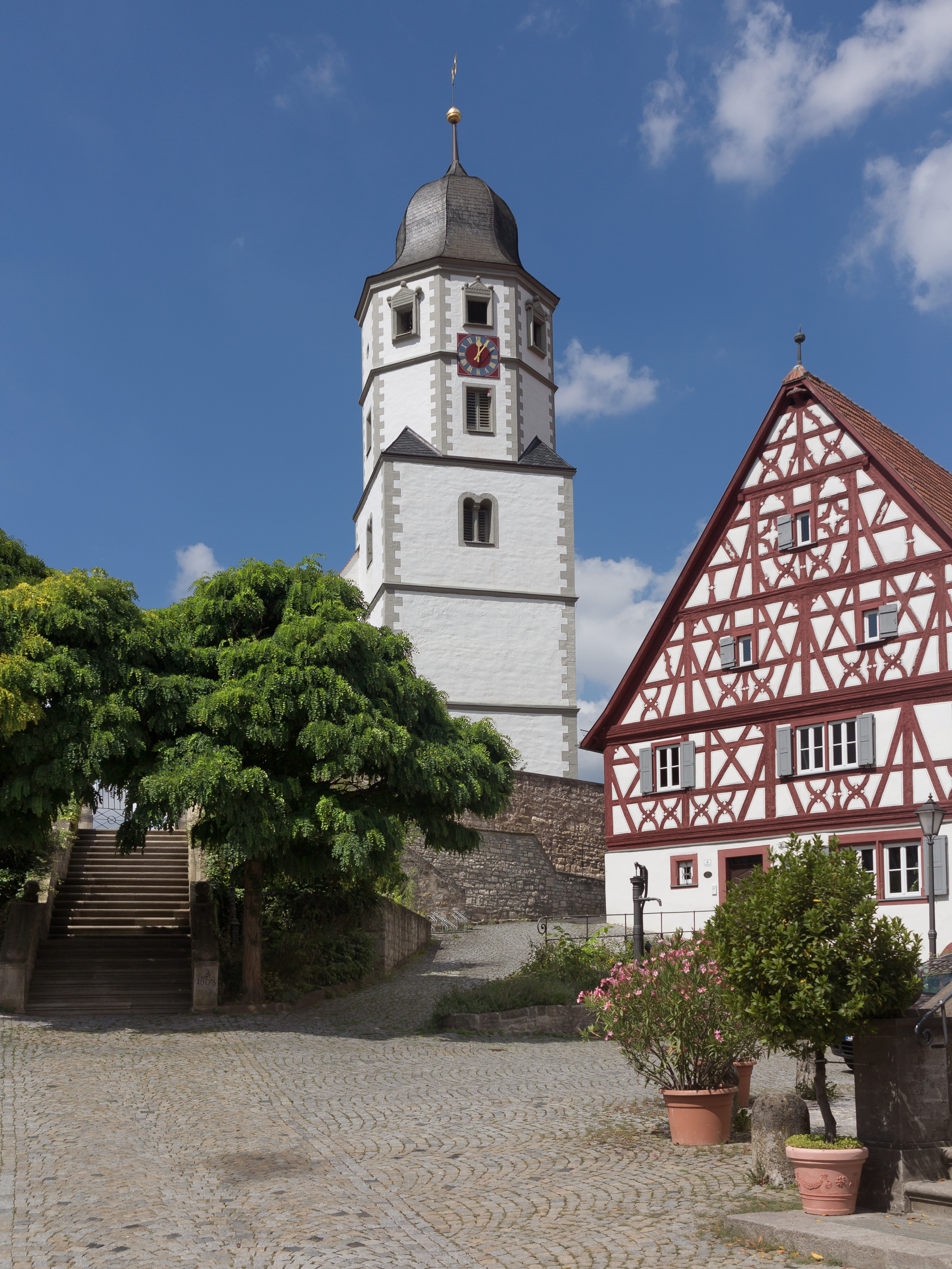
L'ancienne chapelle: die ehemalige Nikolauskapelle

Winterhausen est un bourg de l'arrondissement de Wurtzbourg en Basse-Franconie appartenant à la communauté de communes d'Eibelstadt. Winterhausen est situé sur la rive gauche du Main en face de Sommerhausen.